# 孔德冏
孔德冏（1902年—1980年），字曉如，山東曲阜人，孔子第七十七代孫。出自孔子世家近支凝遠堂，為清朝衍圣公孔昭煥後裔、大成至聖先師奉祀官孔德成族兄，遷居臺灣臺北。

## 生平
孔德冏生父孔令偉為清末廩生、畢業於日本法政大學專門部法律科，曾任兗州農業學堂校長，中華民國成立後官至山東省參議員。孔令偉是孔府「五凝」之末凝靜堂（西五府）後裔，與兩任夫人狄劍虹、李逸蘭育有七子五女；其中孔德冏是長子，大姐德澄與梁坦如結婚、二姐德溫早夭。清末民初，孔德冏依例蔭襲云骑尉，於山東省立模範小學畢業；在濟寧就讀中学時，由於过继給凝遠堂（東五府）堂叔孔令儀而肄業返鄉，仍稱西五府。孔令儀官至候選同知、是光绪三年（1877年）进士孔祥霖的姪兒，此前四名親生子都早夭。
1919年衍聖公孔令貽過世後，由遺腹子孔德成繼位，孔德成之姐孔德懋稱孔德冏原為可能的爵位繼承人；不過孔令朋回憶，當時繼承備案議定的人選並非德冏，而是孔德冏的二弟孔德岡。孔德冏先後與陳鳳章、傅玉華、范培芹結婚，育有三名子女維祺、維豫、維禛；除了曾到湖北石首縣擔任稅捐稽徵所主任外，他多在家以工程、园艺為業。1949年第二次国共内战之際，孔德冏在上海戰役前隨國民政府遷台，其族弟、時任大成至聖先師奉祀官孔德成也在此前後撤離中国大陆；一開始先居住在高雄，長子維祺於1964年遷居美国以後，便隨女兒維豫一家定居臺北。

## 家庭
- 長子：孔維祺（1924年生），字福世，国立西北工学院航空系畢業，隨中華民國空軍來台；因畢業於堪萨斯大学、華盛頓大學而定居美国加利福尼亚州，擔任奇異公司高級工程師至退休[7]；與陳秀連育有二女。
  - 孫女：孔垂嶼（Gina Chuei-Yu Kung，1968年生），又名「吉娜」，俄亥俄州戴頓大學法律博士畢業後擔任律師[8][9]，與斯迪弗·葛爾曼結婚。
  - 孫女：孔垂嶓（1969年生），住美國加州。
- 女兒：孔維豫（1935年生），大專學歷，與趙文華育有子女趙明德、趙明哲、趙明慧[10]。
- 次子：孔維禛（1938年生），畢業於台灣中原理工學院土木工程學系，曾任職於交通部高速公路局副工程司[11][12]，與陳正佩育有二子。
  - 孫子：孔垂靖（1971年生），畢業於宾夕法尼亚州立大学。
  - 孫子：孔垂昌（1975年生），畢業於台灣交通大學土木工程學系、任職於交通部運輸研究所[13][14]，與林小蓉育有一女。
    - 曾孫女：（2008年生），譜名「孔佑綺」，就讀台北金華國中、師大附中。[15][16][註 1]